# La Central (Colima)
La Central es una pequeña localidad en el municipio de Manzanillo, Colima, México considerada como comisaría municipal. 
Se encuentra ubicado en las cercanías con el poblado de El Naranjo y su población es en su mayoría campesina y ganadera, siendo una de las principales localidades agrícolas del municipio. Su población es de aproximadamente 1099 habitantes y está localizado a 40 metros de altitud.